# Chopardiana cadoreli
Chopardiana cadoreli là một loài bướm đêm trong họ Noctuidae.